# Yasuki Kimoto
Yasuki Kimoto (født 6. august 1993) er en japansk fodboldspiller, som spiller for den japanske fodboldklub Cerezo Osaka.